# Остапенко Сергій Степанович
Оста́пенко Сергі́й Степа́нович (6 [18] листопада 1881, Троянів, Волинська губернія, Російська імперія — 21 січня 1938, Харків) — український економіст, державний і політичний діяч.
Голова Ради народних міністрів Української Народної Республіки від 13 лютого до 9 квітня 1919 року.

## Біографія

### Навчання та початок трудової діяльності
Народився 18 листопада 1881 року в містечку Троянів Житомирського повіту Волинської губернії (нині село Житомирського району Житомирської області) у родині незаможного українського селянина. Оскільки доходи сім'ї були незначними, батько підробляв гужовим перевезенням вантажів.
1893 року вступив до місцевої початкової школи. Закінчивши її 1897 року, став учнем Білокриницької чотирикласної сільськогосподарської школи в Кременецькому повіті на Волині (нині Білокриниця — село Кременецького району Тернопільської області).
1904 року розпочав педагогічну діяльність у двокласній школі містечка Турійськ Ковельського повіту.
Через рік молодого вчителя, члена Української партії соціалістів-революціонерів (УПСР), заарештували — за словами Остапенка, «за політичними мотивами». У в'язниці він провів три роки. Після звільнення не міг влаштуватися на роботу.
1909 року екстерном закінчив Володимирський кадетський корпус у Києві. У 1909—1913 роках навчався на економічному факультеті Київського комерційного інституту. Згідно з ухвалою ради інституту Остапенка відрядили до Німеччини для поглиблення знань з економіки.
Закордоном пробув недовго і того ж 1913 року повернувся на Україну та приступив до роботи на посаді завідувача статистичного бюро Балтського повітового земства на Поділлі. Наступного року Остапенко переїхав до Харкова, де очолив статистичне бюро гірничодобувної промисловості Слобожанщини. Згодом повернувся до Києва та до 1917 року працював приват-доцентом Київського комерційного інституту.

### У складі комісій

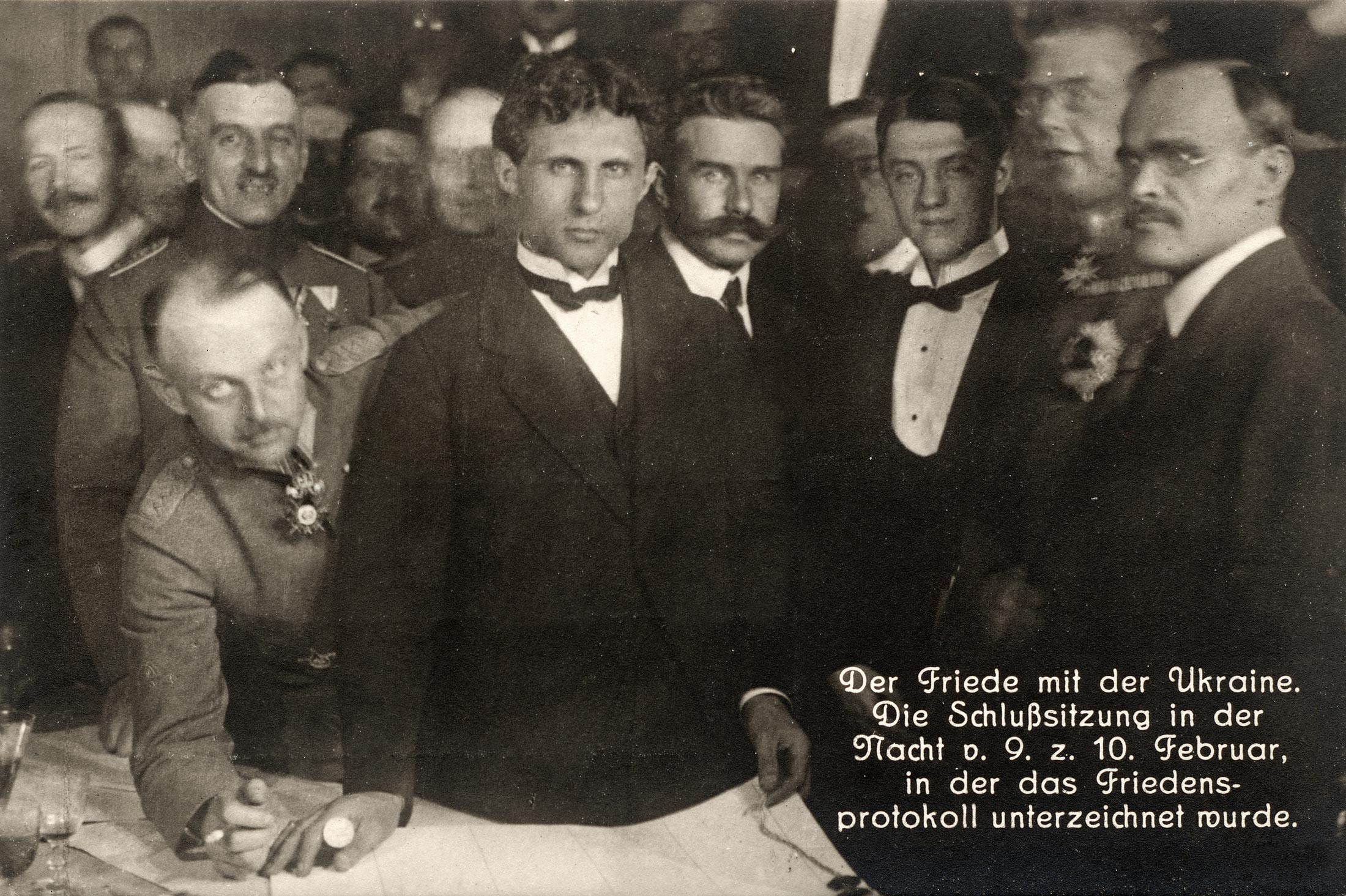
Підписанти Берестейського мирного договору: генерал Брінкманн, Микола Любинський, Микола Левитський, Олександр Севрюк, Макс Гофман, Сергій Остапенко

У січні 1918 року Остапенка як економічного радника включили до очолюваної Всеволодом Голубовичем господарчої комісії української мирної делегації на переговорах у Бересті. За ухвалою уряду від 14 березня 1918 року Остапенко увійшов до комісії, очолюваної Миколою Поршем, із товарообміну з центральними державами, яку утворили при Раді Народних Міністрів УНР із досить широкими повноваженнями щодо перемовин і підписання угод.
За гетьманування Павла Скоропадського Остапенко працював у складі економічної комісії Сергія Шелухина при українській мирній делегації на переговорах із делегацією Радянської Росії в Києві, які велися від 23 травня до 7 жовтня 1918 року. Крім того, Остапенко вів викладацьку діяльність. Він читав лекції з політичної економії, економічної географії України, економічної політики та економії промисловості для студентів економічно-адміністративного інституту, учнів кооперативної школи, слухачів консульських курсів і курсів фахівців із тваринництва.

### На урядових посадах
Після перемоги антигетьманського повстання Остапенка як фахівця, відому особистість, прихильника соціалістичних цінностей запросили до державної праці. Від УПСР він увійшов до складу сформованого 26 грудня 1918 року уряду Володимира Чехівського, де обійняв посаду міністра торгівлі та промисловості.
У лютому 1919 року, коли вищі державні органи перебралися до Вінниці, Остапенко перервав членство в УПСР, щоб не виходити зі складу уряду, на чому наполягав ЦК УПСР. Через відставку частини Ради Народних Міністрів УНР Остапенку довелося тимчасово виконувати обов'язки міністра агітації та пропаганди. У цій ролі він 6 лютого 1919 року брав участь у переговорах із начальником штабу французької групи військ в Україні полковником Фрейденбергом на станції Бірзула поблизу Одеси. Українці вимагали від представників Антанти визнання їх самостійності та допущення на міжнародну мирну конференцію в Парижі, сприяння у проведенні в Україні соціальних реформ, забезпеченні народовладдя тощо. Переговори виявилися безрезультатними. Уряд Чехівського подав у відставку.
Формування нового уряду Директорія доручила Остапенку, який був великим прихильником порозуміння з країнами Антанти. Він очолював уряд від 13 лютого до 9 квітня 1919 року.
Новий уряд складався переважно з представників ліберально-демократичних партій, зокрема соціалістів-самостійників і радикалів, соціалістів-федералістів, українських народних республіканців, галицьких націонал-демократів і радикалістів, СДРП «Поалей-Ціон». Реальних результатів ні у зовнішній, ні у внітрішній політиці досягти не вдалося. 9 квітня 1919 року Директорія затвердила новий склад уряду на чолі з соціал-демократом Борисом Мартосом. Остапенку в новому уряді місця не знайшлося.

### Приват-доцент університету
Кілька місяців Остапенко поневірявся в Галичині, а після успішних дій українського війська на більшовицькому фронті та визволення частини Поділля прибув до Кам'янця-Подільського, який від червня 1919 року став тимчасовим державним і політичним центром УНР і залишався ним до середини листопада 1919 року. Не маючи роботи, засобів для життя, Остапенко, як сформований викладач вищої школи, запропонував свої послуги Кам'янець-Подільському державному українському університету, який якраз потребував професорів і приват-доцентів із низки спеціальностей (зокрема, з політичної економії та статистики).

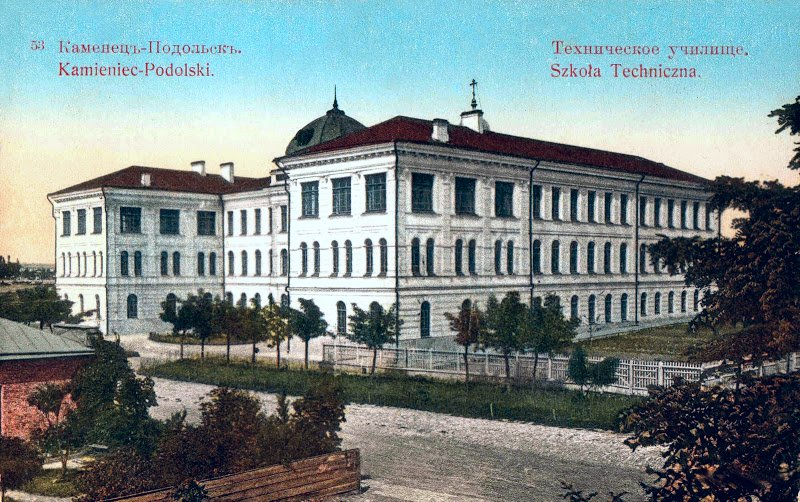
Будинок університету (первісно — технічного училища) в Кам'янці-Подільському. Листівка початку 20 століття

18 липня 1919 року з подачі ректора університету Івана Огієнка міністр народної освіти УНР Антін Крушельницький задовольнив прохання Остапенка та призначив його на роботу до університету. Сергій Степанович обійняв посаду приват-доцента кафедри статистики на правничому факультеті, який розпочинав роботу з жовтня 1919 року.
5 листопада 1919 року рада професорів університету доручила Остапенку тимчасово, до повернення приват-доцента Антіна Синявського, викладати, крім статистики, ще й політичну економію. Внаслідок цього тижневе академічне навантаження Остапенка в осінньому семестрі 1919/20 навчального року становило 12 годин: політекономія та статистика — по 4 години лекційних та по 2 години семінарських занять.
25 лютого 1920 року, виходячи з виробничої ситуації, рада правничого факультету обрала Сергія Степановича штатним приват-доцентом кафедри політичної економії та статистики. Рада професорів університету абсолютною більшістю голосів затвердила цю ухвалу та доручила Остапенку викладати обов'язковий навчальний курс.
Сергій Степанович серйозно поставився до дорученої йому справи, швидко розробив відповідні лекційні курси. Вже на початку березня 1920 року він подав до університетської літографії тексти лекцій з політичної економії, які належало розмножити для потреб студентів. У травні їх було видрукувано. Тоді ж губернська народна управа видала книгу Остапенка «Курс статистики та демографії» накладом 3500 примірників, а губернська народна каса державного кредиту профінасувала друк ще однієї праці Остапенка — «Важливіші властивості українського народу в порівнянні з іншими народами» накладом 1500 примірників.
Остапенко брав активну участь у діяльності Всеукраїнського товариства економістів, яке осіло в Кам'янці-Подільському. Так, 19 вересня 1919 року на загальних зборах членів товариства Сергій Степанович виступив із доповіддю «Основи політичної економії». За свідченням преси, виступ викликав жвавий інтерес присутніх як щодо економічної термінології, так і щодо класифікації елементів політекономії .
Стосунки колишнього голови уряду УНР з університетськими колегами були непростими, про що засвідчив спогад Василя Біднова :
|  | С. Остапенко завдяки своїй нервовості викликав інциденти. Зараз же він почав вимагати собі асистента й пристав до членів правління, щоб вони призначили кошти на асистентуру… Пригадую діалог: — Навіщо Вам ті асистенти? — запитали ми його. — Як навіщо? Озеров мав п'ять асистентів, а в мене — ні одного! … Гроші на асистентуру видано, й Остапенко вибрав собі І. Шимоновича, хоч той не мав ніяких доказів не тільки вищої освіти, а навіть і середньої. На пропозицію дати потрібні докази освіти Шимоновича приват-доцент Остапенко твердив, що документи втрачено під час блукання українського уряду поміж Рівним і Станіславом… Кінець-кінцем він таки добився затвердження Шимоновича асистентом . |

Перед встановленням у середині листопада 1920 року радянської влади в Кам'янці-Подільському Остапенко не підтримав колег, які емігрували до Польщі. Як зазначає професор Олександр Завальнюк, «невідомо, що рухало ним, адже з погляду нового режиму в нього було „неблагонадійне“ минуле, хоч і походив із трудового селянства. Швидше за все, він не оцінив небезпеки, яка очікувала на його життя».
До кінця 1920 року Остапенко виїхав із Кам'янця-Подільського до Києва.

### У Радянській Україні
У травні 1921 року в Києві Верховний надзвичайний трибунал розпочав слухання у справі над діячами Української партії соціалістів-революціонерів. Професора Остапенка на цей процес запросили як свідка. Проте на пропозицію Дмитра Мануїльського трибунал посадив Сергія Степановича на лаву підсудних. Остапенко не визнав своєї вини, але отримав 5 років таборів.
Несподівано вирок змінили: замість каторжної праці професорові належало виконувати примусові роботи за фахом — було взято до уваги «цінність Остапенка як наукової сили» .
Як зазначає Григорій Костюк, професор Остапенко «після суду влаштувався працівником з економічних питань літературно-політичного журналу „Червоний шлях“ і професором Інституту народного господарства в Києві». Зокрема, у журналі «Червоний шлях» (1924, № 1—2) було опубліковано працю Остапенка «Капіталізм на Україні» .
Є версія, що 1931 року Остапенка заарештували, після чого він загинув у сталінських таборах. Втім, сучасні дослідники вважають, що він загинув 1937 року.
Поодиноким голосом на захист був голос Світозара Драгоманова.
Посмертно реабілітований 1991 року.

## Праці

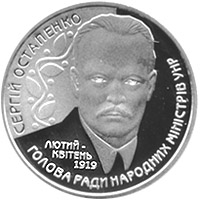
Ювілейна монета НБУ «Сергій Остапенко». Реверс

Наукова спадщина Остапенка не вивчена. Серед його праць найвідомішими є такі:
- «М'ясний експорт» (1912).
- «Економія тваринництва і хлібне мито» (1914).
- «Курс статистики і демографії» (Кам'янець-Подільський, 1920).
- «Важливіші властивості українського народу в порівнянні з іншими народами» (Кам'янець-Подільський, 1920).

## Ушанування пам'яті
2006 року Національний банк України в серії «Видатні особистості України» випустив двогривневу монету, присвячену 125-річчю від дня народження Сергія Степановича Остапенка.
На реверсі ювілейної монети зображено портрет Остапенка на тлі стилізованого орнаменту та розміщено написи: «СЕРГІЙ ОСТАПЕНКО» (ліворуч), «ЛЮТИЙ — КВІТЕНЬ 1919» і «ГОЛОВА РАДИ НАРОДНИХ МІНІСТРІВ УНР» (унизу півколом).
Автори ескізів — Володимир Дем'яненко (аверс), Володимир Таран, Олександр Харук, Сергій Харук (реверс).
Виготовлено монету з нейзильберу. В обіг вона надійшла 30 жовтня 2006 року.
Також, у Києві існує вулиця Сергія Остапенка, а у Житомирі — провулок.